# Кшибеков, Досмухамед
Досмухамед Кшибеков (15 декабря 1925, ст. Шиели, Кызылординская область — 26 июня 2024) — советский и казахстанский философ. Доктор философских наук (1965), профессор (1967), член-корреспондент АН КазССР (1972), академик НАН РК (2003).

## Биография
Окончил исторический факультет Кызылординского педагогического института (1948). В 1943—1946 годы участвовал в Великой Отечественной войне. В 1948—1949 годы преподаватель Кызылординского государственного педагогического института; в 1949—1953 годы аспирант Института философии АН СССР; в 1953—1964 годы научный сотрудник Института философии и права АН РК. В 1964—1996 годы заведующий кафедрой философии КазНТУ; с 1996 года профессор кафедры общественных дисциплин КазНТУ.

## Научные исследования
Кшибеков — учёный в области социальной философии и методологии гуманитарных наук. Предметом его научных исследований являются проблемы ускоренного развития народов отдельных стран в результате взаимовлияния культур; природа и особенности кочевой цивилизации; место и роль переходных форм при ломке старых и становлении новых обществ, отношений. Кшибеков — автор более 600 научно-исследовательских работ, из них 50 книг, монографий, учебников и учебных пособий.

## Награды
Награждён орденами «Дружбы народов», «Курмет», «Барыс» 3 степени (2022) и медалями.

## Семья
- Жена — Кшибекова Еркен Утешевна;
- Сын — Кшибеков Айдар Досмухамедович
- Сын — Кшибеков Болат Досмухамедович
- Сын — Кшибеков Тимур Досмухамедович
- Сын — Кшибеков Сабыр Досмухамедович

.

## Сочинения
- О закономерностях замены докапиталистических производственных отношении социалистическими (на материалах Казахстана), А., 1963;
- Кочевое общество. Генезис. Развитие. Упадок, А., 1984;
- Қазақ менталитеті: Кеше, бүгін, ертең, А., 1999;
- Философия истории и современность, А., 2002;
- Ментальная природа казаха. А., 2005.